# Camposcia
Camposcia is een geslacht van kreeftachtigen uit de klasse van de Malacostraca (hogere kreeftachtigen).

## Soort
- Camposcia retusa (Latreille, 1829)